# Курт Ган
Курт Маттіас Роберт Мартін Ган (нім. Kurt Hahn; 5 червня 1886, Берлін — 14 грудня 1974, Гайлігенберг) — німецький освітянин. Він заснував Stiftung Louisenlund, Schule Schloss Salem, Gordonstoun, Outward Bound та Коледжі Об'єднаного Світу.

## Раннє дитинство
Народившись у Берліні у єврейській родині, Ган відвідував школу в Берліні, а потім університети в Оксфорді, Гейдельберзі, Фрайбурзі та Геттінгені. Під час Першої світової війни Ган працював у Департаменті закордонних справ Німеччини, аналізуючи британські газети та консультуючи Міністерство закордонних справ. Він був приватним секретарем принца Максиміліана Баденського, останнього імператорського канцлера Німеччини. У 1920 році Ган і принц Макс заснували приватну школу-інтернат Schule Schloss Salem, де Ган працював директором до 1933 року. Ган був вихований як єврей і служив директором Салемської школи під час приходу до влади Адольфа Гітлера. Ган почав свою запеклу критику нацистського режиму після того, як штурмовики Гітлера вбили молодого комуніста у присутності його матері. Коли він виступив проти штурмовиків, які не отримали покарання, Ган публічно виступив проти Гітлера. Він попросив студентів, викладачів та випускників Салемської школи вибрати між Салемом та Гітлером. В результаті він був ув'язнений на п'ять днів (з 11 по 16 березня 1933 р.). Після звернення прем'єр-міністра Великої Британії Рамсея Макдональда Ган був звільнений, і в липні 1933 року він був змушений покинути Німеччину і переїхати до Великої Британії.

## Життя у Великій Британії
Ган оселився в Шотландії, де заснував школу Ґордонстоун разом із сером Лоуренсом Голтом за принципами, подібними до Салемської школи. Пізніше Ган прийняв християнство, став членом Англіканської церкви в 1945 році і проповідував у Церкві Шотландії. Він також заснував міжнародну організацію шкіл, яка тепер називається Round Square. Ган також брав участь у заснуванні організації Outward Bound, Атлантичного коледжу в Уельсі та більш широкого руху Коледжів об'єднаного світу, а також премії Герцога Единбурзького.

## Повернення до Німеччини
Ган розподілив свій час між Великою Британією та Німеччиною після Другої світової війни. Він заснував кілька нових шкіл-інтернатів, заснованих на принципах Салемської та Ґордонстоунської шкіл: Анаврита, Греція (1949); Луїзенлунд, Німеччина (1949); Баттісборо, Англія (1955); Школа Ранноха, Шотландія (1959); Бокс-Гілл, Англія (1959); Міжнародна школа Ібадан, Нігерія (1963); Афінська школа, США (1965). Він звільнився з посади голови Ґордонстоунської школи за станом здоров'я і повернувся до Гайлінберга поблизу Салема в 1953 році. Він помер 14 грудня 1974 року і був похований у Салемі.

## Філософія
Освітня філософія Гана базувалася на повазі до підлітків, яким, на його думку, належала вроджена порядність та моральний сенс, але які, як він вважав, були зіпсовані суспільством у процесі дорослішання. Він вважав, що освіта може запобігти цьому псуванню, якщо студентам нададуть можливість особистого лідерства та бачити результати власних дій. Це одна з причин зосередження уваги на освіті під відкритим небом у його філософії. Ган тут покладався на доктора Бернхарда Циммермана, колишнього директора відділу фізичного виховання Університету Геттінгена, якому довелося покинути Німеччину в 1938 році, оскільки він не хотів розлучатися зі своєю єврейською дружиною. Освітнє мислення Гана викристалізувалась під час Першої світової війни, яку він розглядав як доказ корумпованості суспільства та обіцянку пізнішої приреченості, якщо людей, зокрема європейців, не можна навчити інакше. У Schule Schloss Salem, крім виконання функцій директора він викладав історію, політику, давньогрецьку, Шекспіра та Шиллера. На нього глибоко вплинули роздуми Платона. Префектів Гана називають Носіями кольорів, і традиційно їх пропагують відповідно до цінностей Гана: турбота та співчуття до інших, готовність прийняти відповідальність, турбота та завзятість у пошуку правди. Будь-яке покарання розглядається як крайній захід. Згідно зі словами німецького освітянинина Майкла Нолла, «освіта для демократії» була основою освітньої філософії Гана.
Ган також наголошував на «самаритянському служінні», заохочуючи студентів служити іншим. Він сформулював це як зосередження на пошуку християнських цілей у житті. Його колишній вихованець, Голо Манн, згодом описав його як «християнського джентльмена». Зусиллями Алека Петерсона, який раніше працював під керівництвом Гана в новоствореному Атлантичному коледжі в 1960-х роках, ідеї Гана також були секуляризовані та перейняті програмою Міжнародного бакалаврату.

## Шість проблем занепаду сучасної молоді
Ган узагальнив свої вірування щодо підростаючого покоління того часу у шість пунктів, з яких загалом відомі як Шість проблем занепаду сучасної молоді:
- Занепад фізичної форми через сучасні методи пересування;

- Занепад ініціативи та заповзятливості через широко поширене «захворювання глядачів» (тобто «надмірне потурання формам розваг, коли людина є пасивним глядачем, а не активним учасником»)
- Занепад пам'яті та уяви через неспокій та непевність сучасного життя;
- Занепад навичок та турботи через ослаблені традиції майстерності;
- Занепад самодисципліни через постійну наявність стимуляторів та транквілізаторів;
- Занепад співчуття через непристойну поспішність, з якою ведеться сучасне життя, або, як це називав Вільям Темпл, «духовна смерть».

Ган також запропонував чотири рішення цих проблем:
- Фізичний розвиток (наприклад, спортивні змагання; при цьому молодь має тренувати дисципліну та рішучість розуму через тіло);
- Експедиції (наприклад, морем або сушею для участі у довгих, складних завданнях на витривалість);
- Проєкти (наприклад, за участю ремесел та майстрування);
- Рятувальна служба (наприклад, рятувальний серфінг, пожежогасіння, перша допомога).